# 针薹草
针薹草（学名：Carex dahurica）是莎草科薹草属的植物。分布在俄罗斯东西伯利亚、蒙古北部以及中国大陆的吉林等地，生长于海拔1,000米的地区，常生长在森林地区乌拉草沼泽泥炭藓上，目前尚未由人工引种栽培。